# Thanyaburi (huyện)
Thanyaburi (tiếng Thái: ธัญบุรี) là một huyện (amphoe) ở tỉnh Pathum Thani.

## Lịch sử
Mueang Thanyaburi được xây dựng theo lệnh vua Rama V vào năm 1901. Tên gọi thành phố này có nghĩa là Thành phố gạo. Dông thời, vua Rama V đã ra lệnh xây Min Buri (Thành phố cá) để làm thành phố song sinh với thành phố gạo.

## Địa lý
Mueang Thanyaburi nằm ở phía đông thung lũng Chao Phraya tên là Thung Luang. Nguồn nước chính là  Khlong Rangsit.
Các huyện giáp ranh (từ phía bắc theo chiều kim đồng hồ) là Khlong Luang và Nong Suea của Pathum Thani, Ongkharak của Nakhon Nayok Province, Lam Luk Ka và Mueang Pathum Thani của tỉnh Pathum Thani.

## Hành chính
Huyện này được chia thành 6 phó huyện (tambon), các đơn vị này lại được chia ra thành 28 làng (muban). Có hai thị xã (thesaban mueang) và 1 thị trấn (thesaban tambon). Thị xã Rangsit nằm trên toàn bộ tambon Prachathipat, thị xã Sanan Rak nằm trên tambon Bueng Sanan và Bueng Nam Rak. Thị trấn Thanyaburi nằm trên tambon Rangsit và Lam Phak Kut. Tambon Bueng Yitho  do tổ Tổ chức hành chính tambon quản lý.
| STT | Tên           | Tên tiếng Thái | Số làng | Dân số |  |
| 1.  | Prachathipat  | ประชาธิปัตย์      | 6       | 70,608 |  |
| 2.  | Bueng Yitho   | บึงยี่โถ          | 4       | 23,605 |  |
| 3.  | Rangsit       | รังสิต           | 4       | 20.592 |  |
| 4.  | Lam Phak Kut  | ลำผักกูด         | 4       | 26,864 |  |
| 5.  | Bueng Sanan   | บึงสนั่น          | 4       | 5.796  |  |
| 6.  | Bueng Nam Rak | บึงน้ำรักษ์        | 6       | 14.837 |  |